# Maharadscha

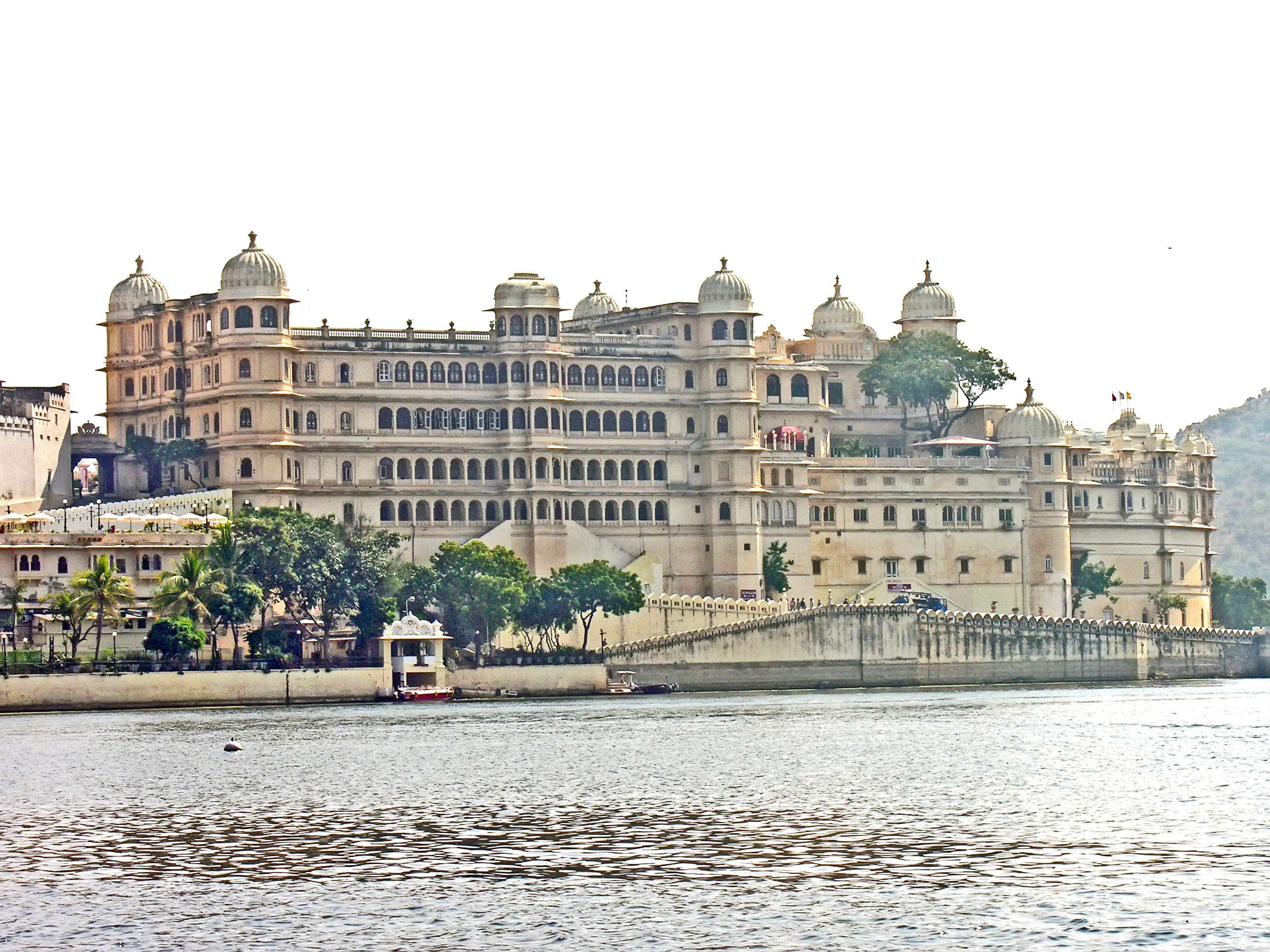
Residenz eines Maharadschas: Der Stadtpalast von Udaipur im indischen Bundesstaat Rajasthan

Maharadscha (Sanskrit महाराज mahārāja [mʌɦɑːˈrɑːʤʌ], „großer Herrscher/Fürst/König“; vgl. Raja) ist ein hinduistischer indischer Herrschertitel; die weibliche Form lautet Maharani.

## Geschichte
Während des Niedergangs des Mogulreichs und zur Zeit der britischen Herrschaft über Indien gab es sogenannte Fürstenstaaten (princely states). Diese Gebiete besaßen auch während der britischen Oberherrschaft eine zum Teil beträchtliche Autonomie unter ihren lokalen Fürsten. Als Indien 1947 unabhängig wurde, gab es 565 Fürstenstaaten, die insgesamt 48 % der Fläche Indiens und 28 % der Bevölkerung einnahmen. Hinduistische Fürsten wurden als Maharadschas, Radschas oder Raos betitelt, muslimische meist als Nawab.
Die Maharadschas und die anderen Fürsten verloren mit der Unabhängigkeit Indiens 1947 ihre Selbständigkeit. Die Verfassung der Republik Indien vom 26. Januar 1950 sah vor, dass ehemalige Fürstenstaaten oder Vereinigungen von Fürstenstaaten durch  Rajpramukhs (vom Staatspräsidenten anerkannte Maharadschas oder andere Fürsten) regiert werden sollten. Diese Staaten waren Hyderabad, Saurashtra, Mysore, Travancore, Madhya Bharat, Vindhya Pradesh, Patiala and East Punjab States Union (PEPSU). Aus den 23 Fürstenstaaten des Rajputana, dem „Land der Rajputen“, ging der heutige Bundesstaat Rajasthan hervor.
Bereits am 1. November 1956 wurden aber alle Fürstentümer aufgehoben und Indien im Zuge einer administrativen Neugliederung entlang der Sprachgrenzen neu geordnet. 1971 schaffte die indische Ministerpräsidentin Indira Gandhi sämtliche Adelstitel ab und entzog somit den ehemaligen Herrschern die letzten Privilegien. Maharadscha ist daher nur noch ein Höflichkeitstitel für die Familienoberhäupter ehemaliger Herrscherfamilien. Diese besitzen zumeist noch ihre Ländereien und Paläste; sie heiraten auch meist untereinander.

## Ausstellungen
- 2010: Maharaja. Pracht der indischen Fürstenhöfe, Kunsthalle der Hypo-Kulturstiftung in München
- 2013: Das Indien der Maharadschas, Renaissanceschloss Schallaburg in Niederösterreich
- 2016: Der Schmuck des Maharajas. Aus der Schatzkammer indischer Fürsten, Schloß Wernigerode in Sachsen-Anhalt